# 書きくけこくご
『書きくけこくご』（かきくけこくご）は、1980年4月11日から1984年3月13日までNHK教育テレビジョンで放送されていた小学校4年生向けの学校放送（教科：国語）である。

## 概要
1978年7月と1979年7月にそれぞれ3日間限定のパイロット版を放送した後、1980年4月にレギュラー放送を開始した。

## 放送時間
いずれも日本標準時。
| 期間                          | 放送時間                                                                                                |
| ----------------------------- | --- |
| 1980年4月11日                 | 金曜日 11:30 - 11:45 これ以後は再放送枠となるが、その後もたびたびこの時間帯に本放送を行うことがあった。 |
| 1980年4月14日 - 1982年3月15日 | 月曜日 13:50 - 14:05                                                                                    |
| 1982年4月6日 - 1984年3月13日  | 火曜日 10:15 - 10:30                                                                                    |

## 出演者
- 中村元千 - 1978年度のパイロット版に出演。
- 亀村五郎 - 1979年度のパイロット版に出演。
- 有安多佳子
- 大内敏光
- ペンちゃん:井上聡子
- 那須備述（湘南学園教諭）[4]
- 藤井章